# François de Harlez
François de Harlez es un deportista belga que compitió en vela en la clase Europe. Ganó una medalla de plata en el Campeonato Mundial de Europe de 1971.

## Palmarés internacional
| Campeonato Mundial | Campeonato Mundial    | Campeonato Mundial | Campeonato Mundial |
| Año                | Lugar                 | Medalla            | Clase              |
| ------------------ | --------------------- | ------------------ | ------------------ |
| 1971               | Ratzeburger See (RFA) | Medalla de plata   | Europe             |